# Batalla de Cispatá
La batalla de Cispatá fue un enfrentamiento militar librado durante la Guerra de los Supremos a finales de 1841 entre las fuerzas del gobierno de Pedro Alcántara Herrán y los rebeldes leales a Francisco Carmona.

## Antecedentes

### Toma de Ocaña
A mediados de 1841 quedaba por recuperar el norte del país: Francisco Carmona dominaba en Ciénaga y Santa Marta, Juan Antonio Gutiérrez de Piñeres en Cartagena de Indias, Lorenzo Hernández en Ocaña, Francisco Martínez Troncoso en Mompós y en el cauce medio del Magdalena el italiano José Raffetti controlaba el paso con veinte bongós. El 9 de junio los rebeldes lograban su última gran victoria, cuando, dirigidos por Hernández, vencieron a todo un batallón gubernamental en Papayal y recuperaron Ocaña. Sin embargo, Hernández se dedicó a bailes más que prepararse para la guerra.
El presidente Pedro Alcántara Herrán salió (acompañado de un joven José Eusebio Caro) a unirse al general Martiniano Collazos. El 8 de septiembre se ataca el primer objetivo: Ocaña. Hernández estaba atrincherado con 500 efectivos, mientras que el presidente apenas contaba con 400 reclutas con pocas municiones y sin artillería, pero reforzados por 300 soldados del batallón No. 8. La batalla fue casa por casa y duró hasta la mañana siguiente, cuando los rebeldes, refugiados en cinco casas en torno a la Plaza de Armas, se rindieron sin condiciones. Son tomados prisioneros 4 jefes, 24 oficiales y 327 soldados, incluyendo Hernández, que es indultado y enviado a la capital.

### Desastre en Morales
Tras este éxito, el presidente decidió seguir hacia la costa atlántica, a Puerto Nacional pero las fiebres, posiblemente el paludismo, hizo pedazos a la tropa. El presidente enfermó de fiebre atáxica y debió trasladarse a Ocaña por su mejor clima. Muchos soldados lo siguieron ahí, muriendo en gran número en el hospital local, otros llegaron a Puerto Nacional y Aguachica. Además, el 9 y 10 de noviembre los soldados del batallón No. 8 que ocupaban la isla Morales bajo las órdenes del coronel Gregorio Forero, diezmados por las pestes, se reembarcaron pero su transporte, el vapor Unión, y su escolta de barcos menores fue atacada por cuatro naves enemigas a la distancia. Finalmente, el depósito de municiones del vapor explotó y murieron o desaparecieron más de cien hombres.
Entre tanto, de Medellín salía el batallón No. 9 al mando del coronel Juan María Gómez, Posada Gutiérrez marchaba a Ocaña por Huila y Bogotá y el general Mosquera viajaba a capital. Finalmente, el Ejército del Sur marchaba por Antioquia para unirse al Ejército de la Costa. La unidad se había disuelto en Popayán y sus 2418 soldados fueron enviados al norte, quedando a cargo del presidente Herrán secundado por el general Tomás Cipriano de Mosquera.

## Batalla

### Comienza el asedio
Enterado de la victoria gubernamental en Tescua, el 15 de junio Gutiérrez de Piñeres restituyó al gobernador Manuel Rodríguez Torices, a quien él mismo había depuesto, y se pronunció a favor de Herrán. Su ejemplo fue seguido por Riohacha.
El supremo Carmona decidió poner sitio a Cartagena desde el 11 de julio con 1500 a 2000 infantes, un bergantín y dos corbetas, en total unos 3000 combatientes. Los defensores contaban con apenas 400 efectivos, la mayoría civiles, pero 300 cañones útiles de diverso calibre, numerosas municiones y los muros de las fortificaciones estaban en muy buen estado. El jefe de la plaza era el coronel Francisco Núñez, padre de Rafael Núñez, quien estaba alistado en las filas revolucionarias.
El 19 de octubre los defensores organizan una salida con cuatro bongós y una columna por tierra para atacar Castillo Grande. Ocho días después los revolucionarios deben retirarse de la bahía y la navegación queda libre por ese sector.
Debe mencionarse que los buques de guerra británicos desconocieron el bloqueo y abastecían la ciudad con víveres de Kingstown mediante la intercesión del comerciante Juan Francisco Martín. El general revolucionario respondió atacando a los navíos de otros países, el 4 de diciembre dos de sus buques abordaron frente a Tolú la goleta Little William, saqueándola y amarrando a la tripulación. Posteriormente, el gobierno de Londres aceptó apoyar al neogranadino a cambio de conmutar la pena de muerte de algunos rebeldes presos. Se fusiló a los principales cabecillas, se desterró a los mandos medios y se indultó a los demás.
El 12 de diciembre llegó la noticia a Cartagena que el bergantín británico Jane había sido saqueado por los rebeldes y varios oficiales del gobierno que iban a bordo ejecutados. Se decidió salir inmediatamente en búsqueda de los revolucionarios y el 14 de diciembre ambas escuadras se avistaron.

### Combate naval
Finalmente, el 15 de diciembre se dio la batalla final. Eduardo Lemaitre, en su Historia general de Cartagena, reproduce la crónica del periódico Eco de Neira, publicada originalmente en Cartagena el 2 de enero de 1842 y que señala la disposición de fuerzas y cómo fue el combate: por los revolucionarios, mandados por el teniente de navío José Antonio Padilla López (hermano del almirante José Padilla López), formaron línea con el bergantín Marcelino, la goleta Sirena, el pailebot Tolima, la goleta Federación y la goleta Henrieta. La escuadra gubernamental, dirigida por el capitán de navío Rafael Tono, formó línea con la goleta Comandante Calamar (teniente de navío Francisco Somoza), goleta Nicolasa (teniente de fragata Ramón Iglesias), bergantín Causalidad (alférez de fragata Leocadio Calvo), goleta Istmeña (alférez de fragata José Antonio Guerrera), pailebot Samario (alférez de navío Tomás Iglesias) y el bergantín británico S.M. Charybdis.
A las 15:00 horas la flota de Tono se aproximó a la revolucionaria, anclada en la rada de Zispatá, sin romper fuego hasta que estuvo a tiro de pistola del enemigo. La Comandante Calamar rompió la línea rebelde por el centro, seguida de cerca por el Causalidad, disparando a los enemigos a ambos costados. La Nicolasa atacaba la cola de la formación de Padilla, mientras en la cabeza el Charybdis atacaba al Marcelino. La Istmeña y el Samario, anclados a conveniente distancia, disparaban contra el enemigo, que apenas pudo resistir media hora hasta izar la bandera blanca. Fueron capturados la Sirena, el Tolima, la Henrieta y la goleta Carolina, esta última no había estado en condiciones de participar en el combate. La Federación fue hundida y el Charybdis hizo presa al Marcelino.
Los revolucionarios sufrieron 60 muertos, sin contar algunos ahogados, 23 heridos y 200 prisioneros, incluyendo a Padilla, que murió poco después por sus heridas. Las bajas de Tono fueron un muerto y cuatro heridos. El bloqueo naval llegaba a su fin.
Pero el 20 de diciembre, mientras las tropas celebraban la victoria, fueron atacadas sorpresivamente por los revolucionarios, que se hicieron con el castillo San Felipe de Barajas y el barrio de Getsemaní. Sin embargo, al enterarse de la venida de tropas gubernamentales por Ayapel y San Juan Nepomuceno se retiraron. El presidente Herrán estaba recuperándose en Puerto Nacional cuando recibió una carta del ministro plenipotenciario británico, Robert Stewart, quien había llegado a Santa Marta y a petición del obispo, el gobernador y el cabildo local estaba mediando en el conflicto. Ambos se encontraron en Ocaña, donde se acordó que el mandatario aceptaría negociar con sus enemigos si estos se sometían, también se emitiría una amnistía generalizada. Solo Martínez Troncoso en Mompós se negaba al acuerdo. Mientras el presidente negociaba, las tropas de la costa quedaban a cargo de Mosquera.

### Fin del asedio
El 5 de enero de 1842, en Ovejas, cerca de Corozal, la columna gubernamental del general Juan María Gómez, venida de Antioquia, venció a los rebeldes y forzó a Carmona a retirarse a Sabanalarga el 14 de enero y, tras un acuerdo con Stewart, a Barranquilla al día siguiente, donde convocó la «Dieta General de los Estados de la Costa», aunque nunca llegó a reunirse. El asedio llegaba a su fin y solo Santa Marta, Ciénaga, Soledad, Sabanalarga y Barranquilla seguían en poder rebelde, formando el «"Estado Federal de Manzanares"».

## Consecuencias
Stewart llevó las condiciones y los comisionados rebeldes llegaron en febrero a Ocaña. Manuel Murillo Toro, Emeterio Ospina, Pablo Villar y Pedro Alcázar, acompañados del secretario de la delegación británica, Miguel Constantine (Stewart estaba enfermo de fiebres y pronto moriría), aceptaron la sumisión el 29 de enero. Luego viajaron a las zonas bajo poder rebelde para informar del acuerdo. Herrán hizo lo propio, entrando a Mompós sin escolta el 9 de febrero y siguiendo a Sitionuevo, donde llegó el 19 de febrero y proclamó una amnistía general excepto para los generales venezolanos Carmona y Santiago Mariño, terminó por volver a la capital y reducir al ejército a 5000 combatientes. Anteriormente, el 8 de febrero, Mompós se proclamó a favor del gobierno y Martínez Troncoso huyó, siendo reemplazado por Pedro Peña y se desarmaron los 14 bongós que le quedaban en Raffetti.
En 1843 Herrán reformó la Constitución para darle mayor poder al ejecutivo. A cambio, se permitió el retorno de los jesuitas y la educación quedó bajo el poder de la Iglesia católica, con el conservador Mariano Ospina Rodríguez a cargo de los planes de estudio.
La guerra civil, a menos de una década del fin de la Gran Colombia, dejó ver conflictos incubados desde la independencia, como la inconformidad de los pastusos con la república. Este conflicto por el cierre de conventos se convirtió en una lucha contra el poder central dirigida por los supremos, caudillos que se habían enfrentado en 1830 a la dictadura de Rafael Urdaneta, con liderazgo político y militar, veteranos de la independencia y prósperos hacendados que movilizaron a sus peones y esclavos. El ejército gubernamental estaba formada por oficiales y soldados veteranos de quince años de campañas, parte de una sociedad muy militarizada, donde las armas y levas forzadas eran comunes. También revivió conflictos olvidados, como santanderistas contra bolivarianos o militares contra civiles.
La guerra también es un ejemplo de los cada vez más fuertes conflictos entre las ciudades predominantes desde la época colonial (Bogotá, Popayán, Cartagena, Pamplona y Tunja) y los focos emergentes de poder (Socorro, Rionegro, Antioquia y Santa Marta).
Cartagena sería asediada y bombardeada una última vez, en 1885, por el general liberal Ricardo Gaitán Obeso. La naciente república siguió una política de ceder ante los dictámenes internacionales para no gastar su escaso tesoro en una flota o fortalezas costeras para protegerse del poder naval de las grandes potencias.